# Уппсальський замок
Уппсальський замок (швед. Uppsala Slott) — королівський замок-палац XVI століття в стилі ренесанс, розташований у місті Уппсала в Швеції. Був зведений за наказом короля Густава I. З ним пов'язані кілька важливих для шведської історії подій. Занесений до шведського реєстру охоронюваних будівель.

## Будівництво
Будівництво замку почалося в 1540-х роках за наказом короля Швеції Густава Вази. Згідно з переказами, був закладений в 1549-му році, однак реально роботи почалися не пізніше 1547-го року. Бастіони почали зводитися вже 1545-му. Це був період становлення Швеції як незалежної держави. Величний замок був покликаний символізувати верховенство королівської влади в країні після розриву з Ватиканом. І навіть гармати замку були спрямовані на розташовану нижче резиденцію шведського архієпископа.
Відповідальним за будівництво був Генрік фон Коллен, який раніше побудував замок Гріпсгольм. Будівництво почалося з південно-західної вежі, яка була закінчена в 1557 році. З 1551-го по 1558-й роки керівником робіт був Повель Шютц. Він розширив замок, зробив двір з півночі, побудував два бастіони. На той час замок мав орієнтацію не з півночі на південь, як зараз, а з заходу на схід. З тієї фази будівництва збереглося мало.

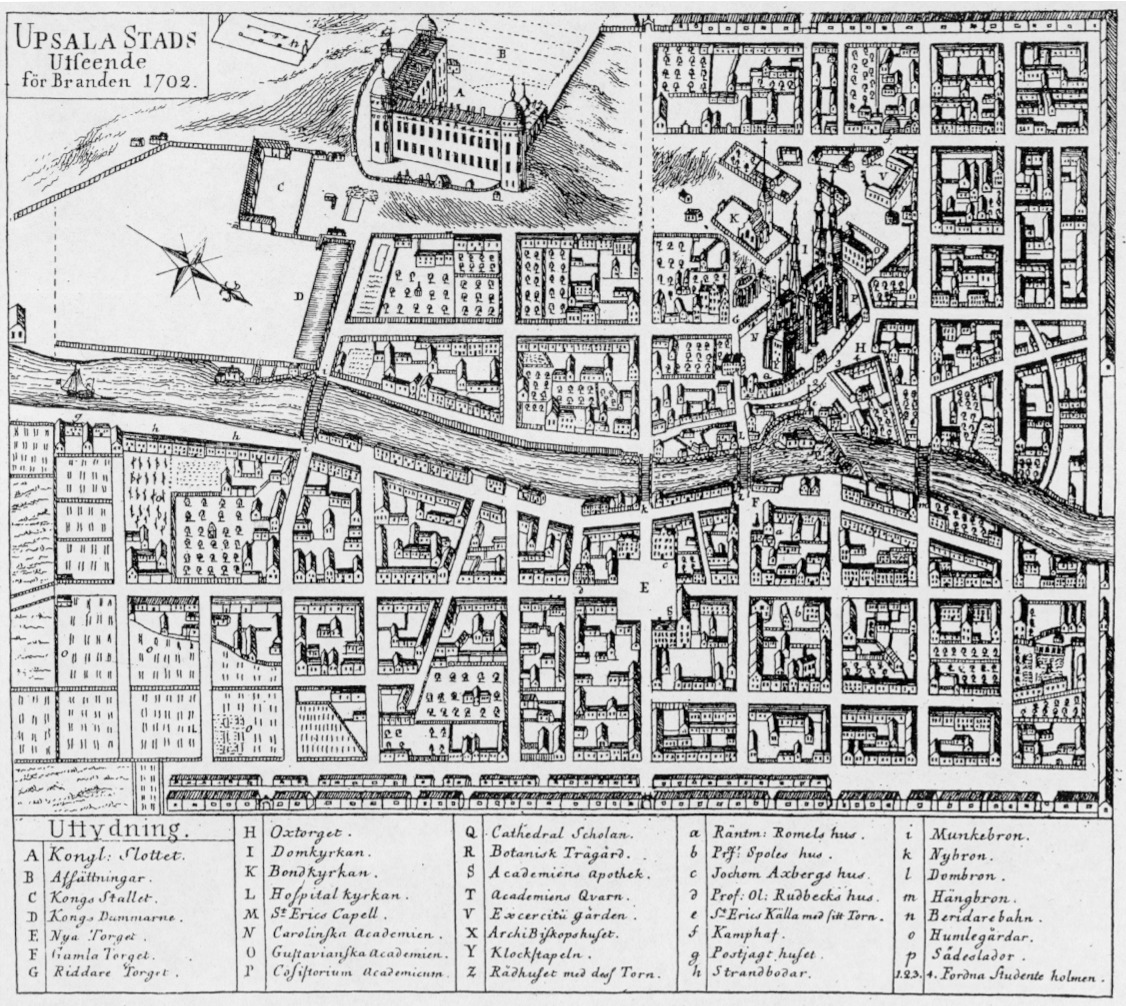
План міста перед пожежею 1702-го року; замок і абатство зображені в тривимірній проєкції.

23 квітня 1572 року замок сильно постраждав від пожежі. Після цього замок, що був попервах фортецею був значно реконструйований і розширений за правління синів Густава I королів Еріка XIV, Юхана III та Карла IX, в результаті чого він перетворився на замок-палац у стилі ренесанс. Ерік XIV запросив в 1573-у році архітектора Францеско Парра, брав участь раніше в будівництві Гюстровського замку. Його помічником був Антоніус Ватц, який у 1580 році став керівником робіт після смерті Парра. Сучасні обриси сформувалися близько 1600 року. Північна башта була завершена в 1614-у році. За правління Густава II Адольфа до подальших робіт починаючи з 1620 року був запрошений данський архітектор Каспер Пантен. Замок був завершений лише за правління королеви Христини через століття після початку будівництва.
16 травня 1702 року в Уппсалі сталась досить сильна пожежа, від якої постраждав і замок. Його реконструкція була визнана неможливою, він довго лежав у руїнах. Південно-західна стіна була знесена. Частина його будматеріалів були використані при будівництві лікарні в Уппсалі і королівського палацу в Стокгольмі.
У 1744 році принц король Адольф Фредрік вирішив відновити замок. Роботи з відновлення замку та північної вежі тривали з 1749 по 1762 роки під керівництвом архітектора Карла Хорлемана. Потім робота повністю припинилася через брак грошей, і остаточно відреставрований замок був лише в 1815—1820 роках, коли була відновлена його південна вежа.
У 2002—2003 роках була проведена реставрація фасадів, в ході якої було повернуто історичне забарвлення Карла Хорлемана.
Спочатку стіни замку були рясно розписані біблійними висловами, на даний момент залишаються помітні тільки два написи на стукко (Псалом 33:18 145:18).

## Ботанічний сад

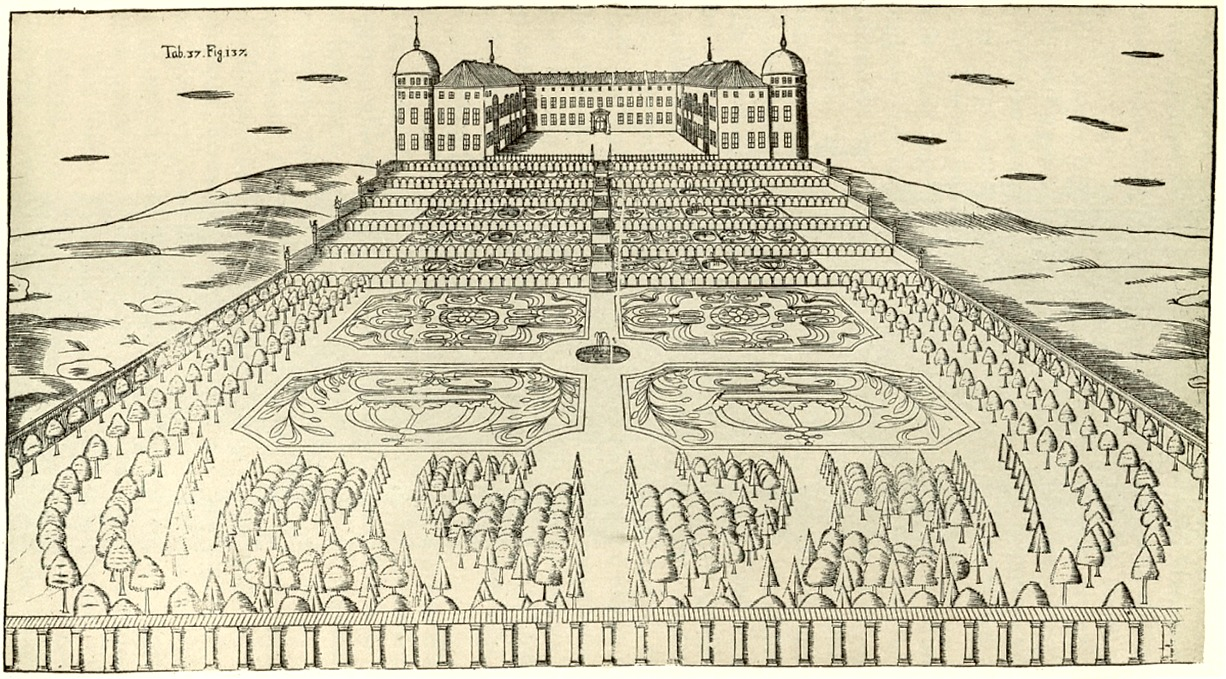
Замок і сад в 1675-му році.

Перед замком розташований ботанічний сад, що перебуває у віданні університету Уппсали.
Спочатку це був звичайний сад, створений в 1665 році. Постраждав під час пожежі, та був знову відновлений у 1744-му році в стилі бароко за планом архітектора Карла Хорлемана. Ботанічний сад відновили за ініціативи Карла Тунберга, який переконав короля Густава III передати сад при замку університетові. Він був створений у 1655 році Улофом Рудбеком старшим. У 1741 році відповідальним за розвиток став Карл Лінней, який перетворив його на найбільший ботанічний сад свого часу, зібравши там тисячі зарубіжних рослин. Старий ботанічний сад знаходився у центрі міста на березі річки Фюрісон, що протікає через місто. Тому його ґрунти були заболоченими. Крім того, сад було потрібно розширити. Саме тому Тунберг і звернувся до короля, який пожертвував велику суму грошей, на які й була побудована оранжерея Ліннеанум.
Всі рослини були перенесені зі старого ботанічного саду до саду перед замком, який був відкритий у 1807 році. Після цього старий сад, який тепер називається «сади Ліннея», поступово занепав. А новий ботанічний сад перед замком розширювався кілька разів, і зараз він займає площу понад 34 акрів. В саду знаходиться понад 11 000 видів рослин. Найстаріші рослини — це лаврові дерева Ліннея, яким понад 250 років..

## Історичні події
Із замком пов'язані ряд важливих для історії Швеції подій.
- Звідси Густав I почав свій «шлях Еріка» (швед. Eriksgata).
- В 1567 році тодішній король Швеції Ерік XIV у стані люті та божевілля вбив у замку трьох дворян з родини Стуре та ще трьох людей (швед. Sturemorden).
- В 1593 році в замку відбулося зібрання, в якому брали участь понад 300 священиків, і в ході якого була ратифікована Реформація — відмова від католицизму і перехід до лютеранства[16].
- У замку був коронований Густав II Адольф, а пізніше в 1630 році в ньому ухвалив рішення й оголосив про вступ Швеції у війну, яка пізніше була названа Тридцятилітньою.
- У Державному залі цього замку 6 червня 1654 року було оголошено про зречення королеви Христини від трону[12].

На початку 1900-х років у замку провів своє дитинство Даґ Гаммаршельд, який у 1953—1961 роках був генеральним секретарем ООН.

## Сучасна функція
Колишній Державний зал замку став популярним місцем проведення конференцій та інших заходів.
Зараз у замку розміщується адміністрація лена Уппсала і ряду різних компаній. Крім того, в ньому знаходяться Уппсальский музей мистецтв та музей миру (швед. Fredsmuseum).